# Francisco Flores Ibarra
Francisco Javier Flores Ibarra, né le 17 janvier 1994 à Mexico, est un footballeur mexicain qui joue au poste de latéral au CF Atlante.

## Biographie
Lors du mercato estival 2012-2013, il est très convoité par l'Olympique lyonnais (qui le suit depuis sa victoire à la Coupe du monde des moins de 17 ans 2011 avec le Mexique).
Lors d'une entrevue pour El Universal, il déclare qu'il ne serait pas contre le fait de jouer à l'Olympique lyonnais.

## Palmarès

### En équipe nationale
- Équipe du Mexique des moins de 17 ans
  - Vainqueur de la Coupe du monde de football des moins de 17 ans en 2011